# Ödön Tersztyánszky
Ödön Tersztyánszky (ur. 6 marca 1890 w Csákvár, zm. 21 czerwca 1929 w Budapeszcie) – węgierski oficer, szablista i florecista, czterokrotny medalista olimpijski i srebrny medalista mistrzostw świata.
Na igrzyskach olimpijskich w Paryżu w 1924 roku zdobył dwa medale. Najpierw wspólnie z Zoltánem Schenkerem, Sándorem Póstą, István Lichteneckertem i László Bertim zdobył brązowy medal we florecie drużynowym. Następnie Ödön Tersztyánszky, János Garay, Sándor Pósta, László Berti, József Rády, Zoltán Schenker, Jenő Uhlyárik i László Széchy wywalczyli srebro w szabli drużynowej. W szabli indywidualnej dotarł do półfinałów. Na rozgrywanych cztery lata później igrzyskach olimpijskich w Amsterdamie Węgrzy w składzie: Ödön Tersztyánszky, János Garay, Attila Petschauer, József Rády, Sándor Gombos i Gyula Glykais zdobyli złoty medal w szabli drużynowej. Tersztyánszky zwyciężył także w turnieju indywidualnym. W rundzie finałowej zgromadził tyle samo punktów co Attila Petschauer, w barażu o złoto Tersztyánszky zwyciężył 5:2. Wystąpił tam również we florecie drużynowym, w którym zajął piąte miejsce.
Podczas mistrzostw świata w Vichy w 1927 roku (oficjalnie zawodu tego cyklu rozgrywane są pod tą nazwą dopiero od 1937) wywalczył srebrny medal w szabli indywidualnej, rozdzielając na podium Sándora Gombosa i Gyulę Glykaisa.
Kształcił się w szkole wojskowej w Peczu. W czasie I wojny światowej został dwukrotnie postrzelony na froncie wschodnim: w prawą rękę oraz w płuco. Podczas ofensywy w czerwcu 1916 został schwytany i osadzony w obozie jenieckim na Uralu. W Austro-Węgrzech uznany został za zmarłego. Ze względu na niesprawną prawą rękę nauczył się pisać i walczyć lewą. Po ucieczce z obozu jenieckiego wrócił na front, a następnie dołączył do sztabu Auréla Stromfelda jako oficer sztabowy. W 1927 został najmłodszym podpułkownikiem w armii, wkrótce awansowany na pułkownika. 13 czerwca 1929 podczas powrotu do domu jego motocykl z boczną przyczepą, prowadzony przez jego adiutanta, uderzył w drzewo. Tersztyánszky doznał poważnych obrażeń wewnętrznych, które ostatecznie doprowadziły do jego śmierci. 

## Starty olimpijskie
Paryż 1924
- szabla drużynowo -  srebro
- floret drużynowo -  brąz

Amsterdam 1928
- szabla indywidualnie i drużynowo -  złoto